# Andrzej Biernat (lekkoatleta)
Andrzej Biernat (ur. 23 kwietnia 1928 w Wiedniu, zm. 17 listopada 2007 w Krakowie) – polski lekkoatleta, trener biegów długodystansowych, pięciokrotny medalista Mistrzostw Polski.
W 1952 ukończył AWF w Warszawie. Był zawodnikiem klubów sportowych TS Wisła (1946–1950), OWKS (1950-1952) i WKS Wawel (1952-1955). W 1949 wywalczył tytuł halowego mistrza Polski w biegu na dystansie 3000 m, w tym samym roku reprezentował Polskę podczas meczu z Rumunią.

## Wyniki podczas kariery zawodniczej
- Wicemistrzostwo Polski :
  - 3000 m prz – 1948
  - 3000 m prz – 1949
- Brązowy medalista Mistrzostw Polski :
  - 3000 m prz – 1947
  - bieg na przełaj (7 km) – 1948
  - bieg na przełaj (7 km) – 1949
- Finalista Mistrzostw Polski :
  - 3000 m prz – 1950
  - 3000 m prz – 1951
  - 5000 m – 1948
  - 5000 m – 1949
  - 4x400 m – 1946

## Praca trenerska
W wieku niespełna 24 lat został wyznaczony na trenera koordynatora KKS Olsza Kraków, a rok później pełnił już funkcję trenera centralnego wyszkolenia PZLA. Od 1984, był wiceprzewodniczącym Komisji Antydopingowej PZLA, w latach 1990-1994 wiceprezes ds. szkoleniowych Krakowskiego OZLA, od stycznia 1994, wiceprezes ds. młodzieżowych Krakowskiego OZLA.

## Przebieg kariery trenerskiej
- KKS Olsza Kraków (1952-1962)
- Gwardia-Wisła Kraków (1962-1969)
- WKS Wawel Kraków (1969-1978)
- KS Hutnik (1978-1984)
- KS Górnik Brzeszcze (1984-1993)